# Drew Weissman
Drew Weissman (ur. 7 września 1959 w Lexington) – amerykański biolog molekularny.

## Życiorys
W 1987 r. uzyskał doktorat z medycyny na Boston University. W tym samym roku podjął pracę w Beth Israel Deaconess Medical Center, a trzy lata później został członkiem NIAID/NIH kierowanego przez Anthony’ego Fauciego. Od 1997 r. profesor University of Pennsylvania. Wraz z Katalin Karikó odkrył metodę modyfikacji mRNA do celów terapeutycznych. Ta technologia została później zastosowana do uzyskania szczepionek mRNA przeciwko COVID-19.
W 2023 roku wraz z Karikó otrzymał  Nagrodę Nobla w dziedzinie fizjologii lub medycyny za prace nad mRNA.